# Інквізиція в Новому Світі
В 1480 в Іспанії була організована інквізиція, відтоді на тривалий час цей орган стає підґрунтям в розбудові католицизму. Євреям, що перейшли в християнство, і мусульманам загрожувала вічна небезпека. Варто було кому-небудь донести, що вони притримуються своєї колишньої віри, їх негайно притягали суду інквізиції. Політична опозиція королеві почала прирівнюватися в Іспанії до церковної єресі, і ворогів королівської влади почали притягати до суду інквізиції як єретиків. Таким чином, інквізиція нещадно розправлялась не тільки з євреями і мусульманами, але і з іспанцями-християнами, якщо їх підозрювали у ворожому відношенні до церкви і короля. Довше, ніж в інших країнах, інквізиція збереглась також в Іспанії (майже до середини XIX ст.). Інквізиція існувала майже у всіх країнах Західної Європи, де її очолювали уповноважені папи, що не зважали на місцевих єпископів і творили суд і розправу на свій розсуд. Власті повинні були сприяти інквізиторам. Інквізиція перетворилася на міжнародну "поліцію, що діяла по детективі Риму. Інквізиція (від латів. In Quisitlo — пошук) існувала протягом XIII — XIX ст., судово-політичний установа створена для боротьби з єретиками. Так, ще в 1826 був випадок спалення за єретицтво.
Іспанські церковники заснували інквізицію і в заокеанських країнах. Тисячі індіанців Америки стали жертвами жорстокості та жадібності інквізиторів. Один з таких іспанських християнізаторів Юкатана в середині XVI ст. Дієго де Ланда так оповідає про розправу з індіанцями, запідозреними в тому, що вони відвернулися від християнства, яке їм насильницьки нав'язали: «Їх судили [близько 5 тисяч чоловік], і було влаштовано аутодафе, на якому багато хто потрапив на ешафот і був одягнений в ганебні ковпаки, обстрижений і підданий тому, що батожить, а інші одягнені в санбенито на певний час».
Насамперед розправлялися представники інквізиції з тими ж «новими християнами», які спрямовувалися за океан в надії сховатися в цих далеких і невідомих землях від нещадних переслідувань інквізиції. Частина з них потрапляла в колонії безпосередньо з Іспанії.
Негри-раби не викликали особливого інтересу у інквізиції. Якщо інквізиторам було заборонено принаймні формально проливати кров своїх жертв, то рабовласників в цьому плані закон не обмежував і неслухняних рабів вони сікли батогами, калічили, піддавали жорстоким способам смерті.
Лікарі також знаходилися під постійним спостереженням інквізиторів. Багато хто з них був «новими християнами» і часто висловлював неортодоксальні релігійні погляди. Так, в Пуебле в 1551 інквізиція судила лікаря Педро де ла Торре за те, що він сказав «Бог і природа — одне і те ж». Трибунал інквізиції засудив його до сплати штрафу в 100 золотих песо і вислав до Іспанії.
Інквізиторам також ставилося в обов'язок зачитувати раз на три роки в церквах всіх населених пунктів Іспанської Америки при обов'язковій присутності всіх віруючих з 10-річного віку «Генеральний едикт віри». Цей едикт закликав віруючих займатися доносами, в народі його називали «едиктом зради».
Публікація «едиктів зради» завжди приносила інквізиторам багаті жнива доносів. Наприклад, услід за читанням такого едикту в церквах Мехіко в 1650 р. в інквізицію доходило близько 500 доносів, відповідно зареєстрованих у восьми об'ємистих томах. Чотири томи із записом 254 доносів збереглися. Аналіз цих документів показує, наскільки був широкий діапазон «роботи» інквізиторів: 112 доносів повідомляли про випадки чаклунства і прогнозів.
Кульмінаційним моментом інквізиційного процесу було автодафе, на якій інквізитори перед народом і владою оповістили вирок своїм жертвам і піддавали їх покаранням. Аутодафе здійснювалися в міру накопичення засуджених і приурочувалися до великих свят. Наприклад, в автодафе 25 березня 1601 р. в Мехіко брали участь 143 «єретики», з них 32 були звинувачені в кальвінізмі, 4 піддані спалюванню.
Інквізиція в іспанських у володіннях Америки діяла аж до початку XIX ст. У 1813 р. ухвалено рішення про заборону трибуналів інквізиції як в Іспанії, так і в її колоніях. Але в 1814 р. Фердинанд VII відновив діяльність ненависного трибуналу, який з подвійною енергією почав переслідувати своїх супротивників. Тільки із завоюванням незалежності народи Латинської Америки змогли, нарешті, позбавитися назавжди від інквізиції.
Інквізиція була закономірним явищем і в Латинській Америці поряд з католицизмом, основне завдання якої був суворий контроль релігійних догматів. Релігійні процеси що простежуються сьогодні в Латинській Америці беруть свій початок із часів процесу конкісти і заглибившись в минуле можна дати відповідь на багато питань сьогодення.

## Джерело
- Пагор В. В.. Католицька церква в процес конкісти (XV—XVI ст.): Курсова робота. — Кам'янець-Подільський, 2009.